# Улянівка (Сумський район)
Уля́нівка — селище Сумської області розташоване на Слобожанщині, над річкою Вир. Адміністративний центр Улянівської селищної ради.

## Географія
Селище розташоване за 24 км на південь від районного центру та за 8 км від залізничної станції Вири. Улянівка розташована в місці впадіння річки Локня до річки Вир. Вище за течією на відстані 3 км розташоване село Тучне, вище за течією річки Локня на відстані 3,5 км розташоване село Новоандріївка, нижче за течією річки Вир до селища примикає селище Слобожанське.

## Населення
Чисельність населення за роками
| 1959 | 1973 | 1979 | 1989 | 2001 | 2016 | 2017 |
| ---- | ---- | ---- | ---- | ---- | ---- | ---- |
| 4765 | 4500 | 3797 | 3336 | 2820 | 2385 | 2364 |

### Мова
Розподіл населення за рідною мовою за даними :
| Мова            | Кількість | Відсоток |
| --------------- | --------- | -------- |
| українська      | 2713      | 97.70%   |
| російська       | 57        | 2.05%    |
| білоруська      | 2         | 0.07%    |
| румунська       | 1         | 0.04%    |
| інші/не вказали | 4         | 0.14%    |
| Усього          | 2777      | 100%     |

## Історія
Улянівка була заснована наприкінці 17 століття. Станом на 1864 рік у власницькому селі Сумського повіту Харківської губернії мешкало 2736 осіб (1325 чоловічої статі та 1411 — жіночої), налічувалось 414 дворових господарств, існували православна церква, працювали винокурний та селітровий заводи. За переписом 1897 року кількість мешканців зросла до 4445 осіб (2203 чоловічої статі та 2242 — жіночої), з яких 4444 — православної віри.
Станом на 1914 рік Улянівка була центром окремої волості, кількість мешканців зросла до 5285 осіб. У кінці грудня 1917 року місто окуповано московськими військами. У 1930-ті роки в процесі примусової колективізації у селі було створено колгосп імені Ульянова. За ним було закріплено 5091 га сільськогосподарських угідь, у тому числі 4500 га орної землі. Основним напрямком роботи було виробництво зернових та технічних культур, тваринництво м'ясо-молочного напрямку. Село постраждало внаслідок геноциду українського народу, проведеного урядом у 1923–1933 та 1946–1947 роках. 1946 року було закладено центральний парк та встановлено пам'ятник Леніну, пізніше були збудовані комбінат побутового обслуговування, міжколгоспний цегельний завод та інкубаторну станцію.
У роки другої світової війни німці захопили село 15 жовтня 1941 року, після того як радянські війська покинули Улянівку. Всього за роки війни 793 мешканці села брали участь у боях, 686 з них були нагороджені урядовими нагородами, 403 — загинули. На їхню честь у селі було споруджено обеліск, на братській могилі встановлено пам'ятник. 1944 року за мужність і відвагу, виявлені при форсуванні Дніпра, та в боях за визволення Києва, уродженцю села, рядовому Івану Касьяну, було присвоєно звання Героя Радянського Союзу.
12 червня 2020 року, відповідно до розпорядження Кабінету Міністрів України № 723-р «Про визначення адміністративних центрів та затвердження територій територіальних громад Сумської області», селище увійшло до складу Миколаївської селищної громади.
19 липня 2020 року, в результаті адміністративно-територіальної реформи та ліквідації Білопільського району, селище увійшло до складу новоутвореного Сумського району.

## Економіка
Соціальна сфера
У селищі діє загальноосвітня школа.
Транспорт
На південно-західній околиці селища проходить автомобільна дорога Р61, від якої відходить і через селище проходить автошлях Т 1906. Через північно-східний край Улянівки проходить автомобільна дорога Т 190102.

## Персоналії

### Уродженці
- Базалій Борис Васильович (1938) — український вчений-знавець в царині нелінійних задач з вільними межами, доктор фізико-математичних наук
- Довгозвяга Галина Петрівна (1947) — українська актриса. Член Національної спілки кінематографістів України
- Іванущенко Геннадій Миколайович (1964) — український історик, архівіст та громадський діяч. Співзасновник Центру досліджень визвольного руху, член вченої ради Центру досліджень визвольного руху, голова обласного осередку історичного клубу «Холодний Яр», член проводу СУМ «Сумщина», головний редактор інтернет-проекту «Сумський історичний портал».
- Касьян Іван Якович (1920) — військовик, Герой Радянського Союзу
- Пасько Сергій Михайлович (1981) - голова Миколаївської селищної ради, кандидат економічних наук.
- Пацера Віталій Володимирович (1935) — український композитор.
- Свенська Олександра Михайлівна (1950) — радянська і українська кіноактриса.

### Проживали
Бойко Віктор Григорович — український військовик, учасник російсько-української війни.